# Otão II de Monferrato
Otão II de Monferrato (em italiano:  Ottone II del Monferrato, 1015 ca. - 1084) foi marquês de Monferrato de 1042 a 1084. Filho de Guilherme III de Monferrato e de Waza, nasceu no Piemonte.
Pouco se sabe sobre ele. Certamente foi citado em um documento datado de 1040. Desposou a filha de Amadeu II de Saboia., Constança, que lhe deu os dois filhos Guilherme IV e Henrique, o primeiro dos quais o sucedeu no título e no governo.